# Marquès de Pascual-Bofill
Marquès de Pascual-Bofill és un títol nobiliari concedit pel papa Pius X el 1905 a Manuel Pascual de Bofarull sota la denominació de Pascual, extensiu a la seva filla Soledat Pascual i de Llanza, muller de Ramon Bofill i Gallès.
L'1 de desembre del 1917 va ser canviada la denominació a Pascual-Bofill. El darrer titular fou Santiago Bofill i Pascual, hereu d'Noguer de Viladrau. Actualment el títol és vacant.

## Titulars
- Manuel Pascual i de Bofarull (c.1849-1911), 1er marquès de Pascual-Bofill.
- Soledat Pascual i de Llanza, 2a marquesa de Pascual-Bofill.
- Santiago Bofill i Pascual, 3r Marquès de Pascual-Bofill.
- Antonio Mª Claret Bofill Portabella, 4t Marquès de Pascual-Bofill.